# إريك هوفر
اريك هوفر (بالإنجليزية: Eric Hoffer)‏ (25 يوليو 1898 – 21 مايو 1983) فيلسوف الأخلاقية والاجتماعية الأمريكي. ألف عشرة كتب وحصل على وسام الحرية الرئاسي في فبراير عام 1983. كتابه الأول، «المؤمن الحقيقي» الذي نشر في عام 1951، انتشر على نطاق واسع واعتبر كتاب كلاسيكي بسرعة كما تلقي إشادة من العلماء والناس العاديين على حد سواء. أما هوفر نفسه، فاعتقد أن كتابه «محنة التغيير» كان أفضل أعماله. وفي عام 2001، أنشأت «جائزة اريك هوفر» تكريما له مع الإذن الممنوح من قبل مؤسسة إريك هوفر في عام 2005.

## كتبه وآراءه

### كتاب المؤمن الحقيقي
حاز هوفر على اهتمام الرأي العام بعد نشره لكتابه الأول عام 1951 بعنوان «المؤمن الحقيقي: أفكار حول طبيعة الحركات الجماهيرية». حاول إيجاد الجذور النفسة وراء نشؤ وصعود الحكومات الشمولية، خصوصا ألمانيا أدولف هتلر وروسيا جوزيف ستالين، فيما سماه مصح المجانين.
اعتبر هوفر أن الحركات الثقافية المتعصبة والمتطرفة، سواء كانت دينية أم سياسية، تنشأ في ظروف يمكن التنبؤ بها: عندما يعتقد أعداد كبيرة من الناس بأن حياتهم الفردية لا قيمة لها، وأن العالم الحديث فاسد لا يمكن إصلاحه، والأمل الوحيد يكمن فقط في الانضمام إلى مجموعة أكبر التي تهدف إلى تغييرات جذرية. اعتقد هوفر أن تقدير الذات والشعور بالرضا تجاه الحياة هي واحدة من أهم وسائل الشعور بالمعافاة النفسية. لذلك ركز على ما اعتبره عواقب عدم احترام الذات. على سبيل المثال، لاحظ هوفر أنه في كثير من الأحيان كان يشعر قادة الحركات الجماهيرية المثقفون بالإحباط، من أدولف هتلر في أوروبا القرن العشرين إلى كزيوكوان هونغ المتذمر من فشل ترقي البيروقراطية الصينية في القرن التاسع عشر.
من مباديء الكتاب الأساسية بأن الحركات الجماهيرية قابلة للتبادل: في ألمانيا بعد الحرب العالمية الأولى، كان الشيوعيون والنازيون أعداء في الظاهر، إلا أنه بشكل روتيني، كانو يتبادلون الأعضاء لأن الحزبين حاولوا استمالات نفس النوع من الناس الغاضبين والمتذمرين من الوضع. وبنفس المبدأ، وما يقرب من ألف سنة قبل ذلك، تحول شاول، مضطهد المسيحيين المتعصب، إلى بولص الرسول، المسيحي المتعصب.لذلك اعتبر هوفر في كتابه «المؤمن الحقيقي»، أن موضوع الحركة الجماهيرية ليس في أهمية الانتماء إلى حركة نشطة ومندفعة.
كما ادعى هوفر أن نشوء هاجس عاطفي مع عالم خارجي أو مع الحياة الخاصة للآخرين هي محاولة للتعويض عن عدم وجود معنى حقيقي في حياة المرء الخاصة. الكتاب يناقش الحركات الجماهيرية والدينية والسياسية، مع مناقشات مستفيضة عن الإسلام والمسيحية.
وكان عمل هوفر خارج نطاق الفرويدية، في زمن بلغ مجال العلم النفس الأمريكية من أوج اندماجه بها.

## مؤلفاته المنشورة
1951: المؤمن الحقيقي: أفكار حول طبيعة الحركات الجماهيريةISBN 0-06-050591-5
1955: حالة الشجن العقلي، وامثال أخرى ISBN 1-933435-09-7
1963: محنة التغيير ISBN 1-933435-10-0
1967: مزاج زماننا
1969: العمل والتفكير على الواجهة البحرية: مجلة، يونيو 1958 إلى مايو 1959
1971: الأشياء الأولى، الأشياء الأخيرة
1973: تأملات في حالة الإنسان ISBN 1-933435-14-3
1976: في عصرنا
1979: قبل السبات
1982: بين الشيطان والتنين: أفضل مقالات وامثال اريك هوفر ISBN 0-06-014984-1
1983 حقيقة متخيلة ISBN 1-933435-01-1:

## روابط خارجية
- إريك هوفر على موقع IMDb (الإنجليزية)
- إريك هوفر على موقع الموسوعة البريطانية (الإنجليزية)
- إريك هوفر على موقع إن إن دي بي (الإنجليزية)